# Enalo
Nella mitologia greca, Enalo  (in greco antico: Ἔναλος) era il nome di un eroe di cui si raccontano le gesta nel mito.

## Il mito
Di ricca famiglia, si unì al gruppo guidato da Echela alla volta dell'isola di Lesbo con l'intento di colonizzarla. Durante il viaggio conobbe la figlia di Sminteo e se ne innamorò. Un oracolo consultato prima della partenza aveva ordinato fra le altre cose il sacrificio di una giovane ragazza (per placare le Nereidi) e fu scelta proprio la ragazza. Prima che fosse gettata in mare intervenne Enalo che l'abbracciò gettandosi con lei, si persero nei flutti mentre la nave si allontanò. In seguito alcuni delfini giunsero e portandoli suo loro dorso li portarono in salvo. Quando il gruppo giunse a Lesbo incontrarono lo stesso Enalo che raccontò loro i fatti accaduti.